# 福岡中央
福岡中央（ふくおかちゅうおう）は、埼玉県ふじみ野市の町名。現行行政地名は福岡中央一丁目から福岡中央二丁目。住居表示実施済み区域。郵便番号は356-0031。

## 歴史
- 2005年（平成17年）10月1日　- 入間郡大井町と合併してふじみ野市になり、ふじみ野市の町丁となる。

## 世帯数と人口
2022年（令和4年）8月1日現在の世帯数と人口は以下の通りである。
| 町丁           | 世帯数    | 人口    |
| -------------- | --------- | ------- |
| 福岡中央一丁目 | 337世帯   | 581人   |
| 福岡中央二丁目 | 761世帯   | 1,509人 |
| 計             | 1,098世帯 | 2,090人 |

## 小・中学校の学区
市立小・中学校に通う場合、学区（校区）は以下の通りとなる。
| 丁目 | 小学校                 | 中学校                 |
| ---- | ---------------------- | ---------------------- |
| 全域 | ふじみ野市立福岡小学校 | ふじみ野市立福岡中学校 |

## 交通

### 鉄道
地内に鉄道は敷設されていない。

### 道路
町内を通る国道、および主要地方道・一般県道はない。
- 中央通り
- 桜通り

## 施設
- 県営上福岡にいやま西住宅
- 中央二丁目会館
- 官舎公園